# アカラシア
アカラシア（英: achalasia）もしくは食道アカラシア（しょくどうアカラシア、英: esophageal achalasia）は、食道の機能障害の一種である。食道噴門部の開閉障害もしくは食道蠕動運動の障害（あるいはその両方）により、飲食物の食道通過が困難となる疾患である。
少なくとも、1970年代初頭までには医学的に認知され、日本国内において名称の統一が行われているが、原因等について解明されていない点が多く、現在に至っても、根本的な治療方法はない。動物実験等により、迷走神経に障害を生じると発症することが分かっている（日本消化器外科学会雑誌 1978;11（8）:589-94、他）が、人間において原因と迷走神経の損傷の程度、アカラシアの症状との因果関係までは明らかになっていない。

## 原因
食道平滑筋部にある壁内のアウエルバッハ神経叢内の節細胞の変性により、食道胃接合部が弛緩不全を起こし、収縮したままの状態となって食道が拡張すると考えられている。神経細胞が変性する原因は明らかでなく、神経の変性疾患であるとの報告や、ウイルスが関与しているなどの報告がある。

## 症状
アカラシアに特徴的な症状は以下のようなものが挙げられる。
- げっぷ、胸焼け、胸のつかえ、嘔吐

食物が食道を通過しないことが原因のため、嘔吐物に胃液は含まれておらず、食物は咀嚼したままの形状で吐き出され、悪臭もない。また、口臭の悪化も伴わない。逆流性胃腸炎等との違いは、この点で明確に判断することが出来る。
- 背中の痛み

食道に飲食物が通過しにくくなるため、背筋が圧迫されるという解釈が一般的であるが、末梢神経系の疾患が併発している事による筋肉の凝り、という解釈もある。これも逆流性胃腸炎等との違いである。
- 顔面神経麻痺、発話障害

末梢神経もしくは中枢神経の障害が原因と考えられる場合に、軽度の症状が現れる場合がある（日本消化器病学会では「進行性の神経筋疾患」を原因とする嚥下障害を疑う場合に見られる症状、という見解がある）。
- その他
  - 幼少期から、食事中に食べ物がつかえて、背伸びや飲水等で障害を取り除いた経験がある人は、発症率が高いといわれている。アカラシア発症者のほとんどは同様の経験をしており、一般的な確率と有意な差があると言われている。
  - 飲料でさえも食道の通過障害を生じる場合が多く、重度の場合は、吐き出してしまう、もしくは窒息する場合もある。
  - 一時的に症状が緩和して良くなったと思って油断していると、再び重い症状に襲われることを繰り返し、徐々に悪化することが多いと言われる。
  - 「補足」にある原因及び病症の知識不足によって、初期で発見されることは少なく、初期の症状がどの様なものであるかは正確に把握されていない。
  - 敢えて、初期の対策を考えるとすると、原因が心身のストレス（過労、病気、手術等）の蓄積によるものと推定されるため、十分な休息をとり、生活習慣を改めることが病状の悪化を最小限に食い止める上で有効である可能性がある。

## 診断方法

食道造影による典型的なアカラシアの像。鳥をひっくり返したように見えることから「鳥のくちばし状」と呼ばれる。

アカラシアが疑われる場合、「症状」にある内容の問診の他、一般的に以下のような診断方法がとられる。
- 食道内・口腔内pH検査

アカラシアは胃液の逆流がないのが特徴であり、外形的な症状に反し、食道内及び口腔内pHは正常値になる。
- 食道内視鏡検査

アカラシアは運動障害であるため、初期〜中期の段階では、内視鏡で異常が見られないのが特徴である。症状が重度となると、食道の拡張、異常蛇行が生じ、更に悪化すると潰瘍、腫瘍、食道癌の併発が見られる。
- 食道造影（消化管透視）

希釈したバリウムが食道を通過する様子を観察することにより、症状を判断する。典型的には噴門部が狭窄し、それよりも口側の食道が拡張し、「鳥のくちばし状」を呈する。ただし、初期の症状では液体の通過障害が見えにくい場合もあり、診断が難しい。
- 食道内圧測定

カテーテルを食道内に入れて内圧を測定することで、下部食道括約筋の弛緩不全による下部食道括約筋圧の上昇や食道蠕動波の消失を確認する。

## 治療法

### 薬物療法
初期で発見されることが少ないため、初期の症状に有効な治療法は確立されていない。敢えて考えられる治療法としては、
1. 漢方薬（芍薬甘草湯、等）の経口投与
2. ビタミンB12製剤の経口投与（1.5mg/日 程度以上の大量投与で初期の末梢神経障害の回復に効果）
3. カルシウム拮抗薬の投与（血圧降下作用があるため、低血圧の患者や日常生活を送る患者には向かない）

等の内科的治療がある。症状が完全回復したという報告はなく、悪化の程度を抑制するために投与を続ける必要性があると言われている。

### 内視鏡下バルーン拡張術
中程度の症状には、バルーンを用いて、食道を拡張することによって通過障害を取り除く。効果は一時的であり、根本的な治療とは言えない。

### 腹腔鏡下手術
重度の症状の場合は、腹腔鏡を用いた外科手術による方法が一般的である。「Heller筋層切開術」と呼ばれる方法で食道の筋肉を開いて通過障害を取り除き、「Dor噴門形成術」と呼ばれる方法で、噴門部からの胃液の逆流を抑制する（食道は胃液を保護する粘膜がないため、噴門部が開いたままだと食道炎、食道癌を併発する）。多い病院では年間20例ほどの手術が行われており、外科的治療法としては確立していると考えられる。

### 内視鏡的筋層切開術
新しい根治的治療として経口内視鏡的筋層切開術（POEM：per‐oral endoscopic myotomy）が発案され、低侵襲治療として注目を浴びている。POEMでは腹腔鏡手術と異なり、体表に傷がつかないことが外科手術治療との大きな違いである。

## 補足
日本における発症率は10万人に1人程度とされているが、潜在的な発症率はもう少し高いと考えられる。実際、アカラシアの分野は消化器内科よりも消化器外科で発達しており、症状から消化器内科で診察される場合がほとんどであるが、症状が特定されない、もしくは誤診されたまま症状が悪化し、食道癌等になってしまうことによって、アカラシアという初期の原因が見過ごされているケースが少なくないと言われる。
日本人と比べて欧米人の方が発症率が高く、一般的に、食生活の違いが原因ではないかと推察されている。日本においてアカラシアの発症件数が増えているとの報告もあるらしいが、これも日本人の食生活が欧米化していることが原因ではないかという推察の根拠の一つとなっている。